# アイアイ
アイアイ（指猿、英: aye-aye、学名: Daubentonia madagascariensis）は、哺乳綱霊長目アイアイ科アイアイ属に分類される霊長類。現生種では本種のみでアイアイ科アイアイ属を構成する。別名ユビザル（指猿）。

## 分布
マダガスカル島北部および東部・中西部
種小名madagascariensisは「マダガスカル産の」の意。

## 形態
頭胴長（体長）36 - 44センチメートル。尾長44 - 53センチメートル。体重2 - 3キログラム。全身は、粗く長い体毛で被われる。全身は黒い。
耳介は大型。歯列は門歯が上下2本、犬歯がなく、小臼歯が上顎のみ2本、大臼歯が上下6本の計18本（犬歯がないので齧歯類のように門歯と臼歯の間が離れている。ただし乳歯の時は犬歯もある。）。門歯は伸び続ける。指は細長く、特に第3指（中指）で顕著。第3指が長いことが、独名Fingertierや中国語名の指猴・旧和名ユビザルの由来になっている。第1趾（親指）は平爪だが、第2 - 5趾は鉤爪。染色体数は2n=30。
出産直後の幼獣は体重0.1キログラム。

## 分類
属名Daubentoniaは、Louis-Jean-Marie Daubentonへの献名。
アイアイ科の現生種は本種のみだが、2,000年前にはマダガスカル南部に大型(発掘された骨からは現生アイアイの2倍以上の大きさと推定される)の絶滅種ジャイアントアイアイDaubentonia robustaがいた。
1780年にピエール・ソヌラ（P. Sonnerat）らによるマダガスカル島探検行にて発見された。
報告者のソヌラは「アイアイはリスに似ているがキツネザルや真猿類に似ている点もある」と報告したが、ビュフォンなどの大半の学者たちはアイアイの門歯（鑿状無根で上下左右1本ずつ）に着目して齧歯目と判断（ただしリスかトビネズミかで意見は分かれた）したため、当初Sciurus属（現在のリス属）として記載されたが、傍流的な説ではジョフロワ・ド・サン＝ティレールはキツネザルとの関係を疑い、ドイツの学者は独立した哺乳類の目として「アイアイ目」を設け、また別の学者は樹上生有袋類ではないかとも考えたが、このようにもめた原因の一つにソヌラが報告時に捕らえた2匹以後アイアイが捕獲されなかったためだったが、19世紀半ばになって立て続けに捕獲されるようになり、その中にまだ乳歯の生えている子供の標本があったことで「アイアイの乳歯はキツネザルと同じである」ということが分かり、またドイツの動物学者のW・ペーテルスはマダガスカルを訪れてアイアイを観察し「アイアイの特徴はすべてキツネザルと一致し、他属のキツネザルに比べて齧歯類に近い形質がない。」と報告し、こういったことから1863年にアイアイは霊長目に分類された。
曲鼻亜目内ではキツネザル型下目に含めてアイアイ科のみでアイアイ上科Daubentonioideaを構成するが、キツネザル上科Lemuroideaやインドリ上科Indrioideaに含める説もあった。遺伝子的研究では曲鼻亜目のその他のグループの姉妹群の関係にあると考えられており、1989年にアイアイ科のみでアイアイ型下目Chiromyiformesを構成する説が提唱されている。

## 生態
熱帯雨林や広葉樹林・乾燥林・マングローブ林・二次林などに生息する。夜行性で、昼間は巣の中で休む。オスは他の個体と重複する広い行動圏内で生活するが、ノシ・マンガベ島での報告ではメスは他の個体と重複しない35ヘクタールの行動圏内で生活する。オスは同性間で優劣の関係があると考えられ、オスが別のオスを避ける行動が観察された例がある。メス同士では激しく争う。
昆虫の幼虫、カンラン科の果実の胚乳、タビビトノキの花の蜜、樹皮、キノコなどを食べる。門歯で樹皮やマンゴーの果実の繊維質・ココナッツの殻などに穴を空ける。木の中にいる昆虫や果肉は、細長い中指でほじくりだして食べる。なお、報告者のソヌラによると米飯を与えると「中国人が箸を使うように手の細い指を2本使って食べる」という行動もとったという。
繁殖様式は胎生。妊娠期間は158日もしくは170 - 172日という説がある。1回に1頭の幼獣を産む。出産間隔は2 - 3年。授乳期間は7か月。メスは生後3 - 4年で初産を迎える個体が多い。

## 人間との関係
名前の由来とされるheh hehはマダガスカルのいくつかの現地語で「知らない」の意もあり、本種の呼称を尋ねられた原住民が「知らない」と答えたのを呼称と勘違いしたとする説もある。他には本種の鳴き声からつけられたという説もある。マダガスカルでの呼称はhay-hay、ahay、aiayがある。
生息地では縁起の悪いもの、悪魔の使いとみなされることもある。ココヤシ・マンゴー・ライチなどを食害する害獣とみなされることもある。
木材採取などによる生息地の破壊、食用の狩猟、不吉の象徴や作物の害獣としての駆除などにより生息数は減少している。1975年のワシントン条約発効時から、ワシントン条約附属書Iに掲載されている。
日本では、1962年に発表された童謡『アイアイ』（相田裕美作詞・宇野誠一郎作曲）によって知られ、親しまれている。2001年に恩賜上野動物園に来園し、飼育されている。

## 画像

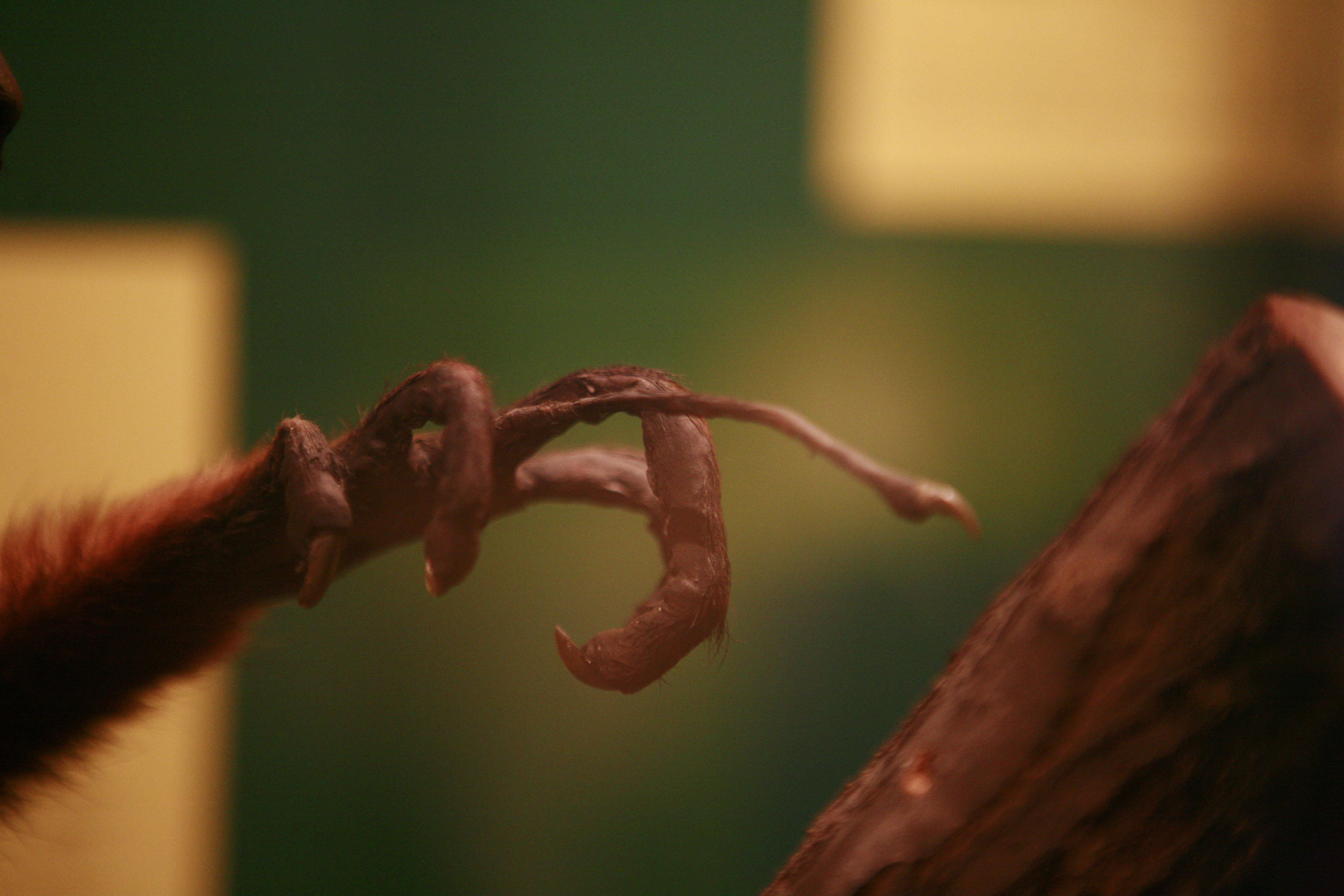
指